# Svenska Akademiens ordbok
Das Svenska Akademiens ordbok (Abkürzung: SAOB, ursprünglicher Titel: Ordbok öfver svenska språket) ist das umfangreichste Wörterbuch der Schwedischen Akademie zur schwedischen Sprache. Band 1 erschien in Lieferungen von 1893 bis 1895. Band 39 schloss das gedruckte Werk im Jahr 2023 ab. 2024 wurde mit der Aktualisierung veralteter und der Redaktion bislang fehlender Artikel begonnen. Sie werden nur noch digital publiziert.

## Geschichte
Die Herausgabe eines Wörterbuchs gehörte zu den primären Aufgaben der im April 1786 von König Gustav III. nach französischem Vorbild gegründeten Akademie. Nach mehreren vergeblichen Anläufen im 19. Jahrhundert begann 1883/89 die Arbeit am SAOB.
Es dient der wissenschaftliche Dokumentierung des historischen und rezenten Wortschatzes nach bedeutungsgeschichtlichen Prinzipien. Damit werden alle Wörter und Bedeutungen des Schwedischen erfasst, die sich ab 1521 (dem Jahr, als der nachmalige König Gustav I. Wasa Reichsrat wurde) bis in die Gegenwart des jeweiligen Wörterbuchbandes belegen lassen. Damit verfolgt das SAOB  für die schwedische Sprache,  was das Deutsche Wörterbuch für das Deutsche oder der Oxford English Dictionary für das Englische ist.
Mit Band 39 wurde die auch online verfügbare Edition 2023 abgeschlossen. Ab 2024 folgen die Revision veralteter Artikel der Bände mit den Buchstaben A bis R sowie das Verfassen von Artikeln über Wörter, die erst in den jüngsten Jahrzehnten aufgekommen sind. Die Redaktion befindet sich bei Språkdata, einer Abteilung für angewandte Linguistik am Institut der Schwedischen Sprache an der Universität Göteborg.
Das SAOB ist neben dem Svenskt biografiskt lexikon das größte Nachschlagewerk Skandinaviens. Es ist nicht zu verwechseln mit dem ebenfalls von der Schwedischen Akademie herausgegebenen einbändigen, für Fragen der Rechtschreibung konzipierten und schon in zahlreichen Auflagen erschienenen Handwörterbuch Svenska Akademiens ordlista (SAOL).